# Reukgras
Reukgras (Anthoxanthum) is een geslacht uit de grassenfamilie (Poaceae).

## Soorten
Van het geslacht zijn onder andere de volgende soorten bekend:
- Anthoxanthum aethiopicum
- Anthoxanthum amarum
- Anthoxanthum aristatum (slofhak)
- Anthoxanthum borii
- Anthoxanthum dregeanum
- Anthoxanthum ecklonii
- Anthoxanthum hookeri
- Anthoxanthum horsfieldii
- Anthoxanthum japonicum
- Anthoxanthum madagascariense
- Anthoxanthum nivale
- Anthoxanthum odoratum (gewoon reukgras)
- Anthoxanthum ovatum
- Anthoxanthum pallidum
- Anthoxanthum sikkimense
- Anthoxanthum tongo